# Mavrc
Mavrc – wieś w Słowenii, w gminie Kostel. W 2018 roku liczyła 4 mieszkańców.